# W dół kolorowym wzgórzem
W dół kolorowym wzgórzem – polski film fabularny w reżyserii i według scenariusza Przemysława Wojcieszka. Zdjęcia powstały od września do października 2003 w Stankowicach i Świeradowie.
Film został całkowicie zrealizowany w technologii cyfrowej. Scenariusz powstał 5 lat przed jego realizacją. Wykorzystano fragmenty wierszy "Na błękicie jest polana" i "Może się stanie jeden cud" autorstwa Edwarda Stachury. W filmie wystąpił zespół muzyczny Ramp.

## Obsada
- Dariusz Majchrzak – Rysiek
- Aleksandra Popławska – Agata, była dziewczyna Ryśka, żona Jarka
- Rafał Maćkowiak – Jarek brat Ryśka
- Przemysław Bluszcz – Tadek
- Dominika Figurska – Dorota, żona Tadka
- Jacek Borcuch – Bernard, nowy właściciel gospodarstwa Ryśka
- Marek Sitarski – Leszek, członek bandy Tadka
- Paweł Wolak – Witek, członek bandy Tadka
- Eryk Lubos – Marek, członek bandy Tadka
- Teresa Sawicka – Milena, matka Agaty
- Michał Tarkowski – Wiktor, ojciec Agaty
- Barbara Kurzaj – Zośka
- Krzysztof Dracz – mecenas Wiesiek kupujący dom Ryśka w imieniu Bernarda
- Edward Kalisz – Maciek
- Andrzej Gałła – kierowca Edek
- Nastka Chorosińska – córka Tadka
- Wiesław Pieśniewski
- Magdalena Karczewska
- Marek Wąs
- Wiesław Cichy
- Tomasz Mogilski
- Michał Kuźma
- Magdalena Kuźniewska

## Fabuła
Bohaterem historii jest Rysiek (Dariusz Majchrzak), który po odbyciu kary więzienia w Zakładzie Karnym w Nysie wraca w rodzinne strony z zamiarem rozpoczęcia nowego życia. Pragnie prowadzić gospodarstwo przejęte po zmarłych rodzicach oraz odzyskać byłą dziewczynę, Agatę (Aleksandra Popławska), która pod jego nieobecność wyszła za mąż za jego starszego brata, Jarka. Sytuację komplikuje dodatkowo osoba Tadka. Jak się okazuje, Ryśka i Tadka nie łączy tylko dawna przestępcza działalność, lecz także Agata.